# Trybunał inkwizycji w Sienie
Trybunał inkwizycji w Sienie – sąd inkwizycyjny, mający swą siedzibę w Sienie (Toskania). Istniał w latach ok. 1340 – 1782 i należał do struktur inkwizycji rzymskiej. Był kierowany przez franciszkanów konwentualnych.

## Historia
Siena została objęta jurysdykcją inkwizycji w 1254, gdy papież Innocenty IV włączył ją do prowincji inkwizytorskiej Toskanii, w której funkcje inkwizytorów mieli pełnić franciszkanie. Zgodnie z rozporządzeniem Innocentego IV w prowincji tej miało działać dwóch inkwizytorów. Początkowo inkwizytorzy ci nie mieli stałych siedzib ani osobno przypisanych okręgów, lecz podróżowali po całym regionie. Od końca XIII wieku jeden z tych inkwizytorów rezydował przeważnie we Florencji, a drugi w którymś z innych głównych miast Toskanii (Siena, Piza, Arezzo lub Prato). Siena jest udokumentowana jako stała siedziba inkwizytora od 1340. Wiadomo, że w drugiej połowie XV wieku w Sienie odnotowano kilka procesów o czary przed sądem inkwizycyjnym, poza tym jednak trudno cokolwiek powiedzieć o działalności toskańskich inkwizytorów aż do XVI wieku.
W 1542 papież Paweł III utworzył w Rzymie Świętą Kongregację Rzymskiej i Powszechnej Inkwizycji (Święte Oficjum), jako nadrzędny trybunał inkwizycyjny koordynujący działalność lokalnych trybunałów w Italii. Piętnaście lat później Republika Sieny ostatecznie weszła w skład Wielkiego Księstwa Toskanii pod rządami dynastii Medyceuszy. W 1560 w stolicy księstwa Florencji utworzona została stała nuncjatura apostolska, która była odtąd pośrednikiem między lokalnymi inkwizytorami a Kongregacją Świętego Oficjum. W 1569 Kongregacja przejęła z rąk władz zakonu franciszkanów prawo nominacji inkwizytorów Sieny. Pierwszym inkwizytorem mianowanym przez Kongregację został Pietro Giusti da Sarno.
Niewiele wiadomo o aktywności sieneńskiego trybunału przed 1580. W 1569 pięć domniemanych czarownic zostało spalonych na stosie z wyroku inkwizycji. W późniejszym okresie najwięcej spraw dotyczyło praktyk magicznych i czarów, jednak po 1588 nie zapadały już wyroki śmierci. Okres największej aktywności trybunału sieneńskiego przypadł dopiero na pierwszą połowę XVIII wieku. Zachowana dokumentacja wskazuje na bardzo silne związki trybunału z Kongregacją Świętego Oficjum w Rzymie, z którą konsultowano wszystkie istotne działania. W 1687/88  w Sienie doszło do wielkiego procesu grupy podejrzewanych o herezję kwietystycznych mistyków skupionych wokół eremity Antonio Mattei (zm. 1697). Sprawa okazała się tak poważna dla Rzymu, że Kongregacja Świętego Oficjum przysłała nawet do Sieny specjalnego komisarza do wsparcia miejscowego trybunału (został nim wiceinkwizytor Florencji Cesare Pallavicini).
W 1738 wygasła dynastia Medyceuszy i władzę w Toskanii przejęła dynastia habsbursko-lotaryńska. W 1743 wielki książę Toskanii Franciszek I Lotaryński odebrał inkwizycji cenzurę publikacji. Jedenaście lat później doszło do podpisania konkordatu między księciem a Stolicą Apostolską, w wyniku którego ustalono, że w skład trybunału inkwizycyjnego wejdzie trzech świeckich urzędników. Następca Franciszka I, Piotr Leopold Habsburg, dekretem z 5 lipca 1782 ostatecznie rozwiązał toskańskie trybunały inkwizycji.

## Organizacja
Na czele trybunału stał inkwizytor z zakonu franciszkanów konwentualnych. W jego skład wchodzili jeszcze wikariusz generalny, dwóch kanclerzy, jeden prokanclerz, dziesięciu doradców teologicznych, sześciu doradców prawnych, dwóch lekarzy, dwóch chirurgów i szereg pomniejszych urzędników. Inkwizytorowi podlegało archidiecezja sieneńska  oraz diecezje Massa Marittima, Montalcino, Grosseto, Sovana, Chiusi i Pienza oraz okręg Orbetello, podległy jurysdykcji duchowej opata Tre Fontane. Pod względem politycznym obejmowała nie tylko ziemie Wielkiego Księstwa Toskanii, ale także Księstwo Piombino i Stato dei Presidi. Na prowincji inkwizytora reprezentowali wikariusze rejonowi, których było łącznie dziesięciu.

## Archiwum
Trybunał sieneński jest jednym z nielicznych trybunałów rzymskiej inkwizycji, którego archiwum przetrwało do czasów współczesnych i to w stanie w zasadzie nienaruszonym. Po zniesieniu inkwizycji w Toskanii w 1782 archiwa trybunałów zostały przeniesione do archiwów archidiecezjalnych. Jednakże w 1910–1911 ówczesny arcybiskup Sieny Prospero Scaccia przekazał archiwum inkwizycji ze Sieny Kongregacji Świętego Oficjum w Watykanie (obecnej Kongregacji Nauki Wiary). Historycy dowiedzieli się o tym dopiero po otwarciu watykańskiego Archiwum Kongregacji Nauki Wiary (ACDF) w 1998. 
Zbiór Archivum Inquisitionis Senensis liczy 213 tomów i stanowi jeden z trzech zbiorów tworzących ACDF (obok Archivum Sancti Officii Romani i Archivum Index Librorum Prohibitorum). Zbiór ten podzielony jest na kilka sekcji, z których najważniejsza jest seria Processi, zawierająca 84 tomy dokumentacji procesowej (z 85 pierwotnie istniejących – brakuje najwcześniejszego tomu). Dokumenty o charakterze jurydycznym zawierają także dwie pomniejsze serie obejmujące denuncjacje i sprawy rozstrzygane w ramach tzw. procedury skróconej (łącznie 62 tomy z lat 1575-1782). W skład zbioru wchodzą także dwie serie korespondencji inkwizytorów (łącznie 22 tomy z lat 1579–1778), jedna seria obejmująca dokumentację działalności cenzorskiej (26 tomów) oraz sześć pomniejszych serii (łącznie 19 tomów).
Archivum Inquisitionis Senensis w ACDF nie zawiera prawie żadnych materiałów procesowych sprzed 1580, co utrudnia badanie wczesnej historii tego trybunału. Niewielka ilość dokumentów z wcześniejszego okresu przechowywana jest w Archivio di Stato w Sienie (około 30 fascykułów) oraz Archivio Arcivescovile w Sienie (10 fascykułów).

## Dane statystyczne
W wyniku inwentaryzacji akt procesowych w ACDF ustalono, że w latach 1580–1782 trybunał w Sienie rozpatrzył sprawy 6893 oskarżonych, z czego większość, bo aż 3969 sądzonych było dopiero w XVIII wieku. Uwzględniając dokumentację z wcześniejszego okresu, Andrea Del Col ocenił, że trybunał ten rozpatrzył około 7100 spraw w latach 1551–1782.

## Inkwizytorzy Sieny
- Simone Filippi da Spoleto OFM (1340)[11]
- Francesco d'Altimanno Ugurgeri OFM (1342)[12]
- Andrea Tolomei OFM (1344)[13]
- Giacomo Sozzimo Tolomei da Siena OFM (1365–1371)[14]
- Pier di Serlippi OFM (1371)[15]
- Giacomo Sozzimo Tolomei da Siena OFM [ponownie] (1372–1378)[14]
- Bartolomeo d’Arezzo OFM (1390–1427)[16]
- Luca Cioni OFM (1427–1428)[17]
- Antonio Martini de Montevarchi OFM (1437–1437)[18]
- Lorenzo Giusti da Siena OFM (1437–1439)[19]
- Giacomo di Stefano da Siena OFM (1439–1441?)[20]
- Guglielmo Giannetti OFM (1441?–1443)[21]
- Jacopo Spatari OFM (1443)[22]
- Niccolò Guelfi di Prato OFM (ok. 1445)[23]
- Sebastiano Bucelli di Firenze OFM (1448)[24]
- Pietro Gherardi di San Giovanni nel Valdarno OFM (ok. 1450)[25]
- Mariano Graziani di Siena OFM (ok. 1455)[26]
- Girolamo Giusi di Siena OFM (1456)[27]
- Bartolomeo Cambi da Firenze OFM (1459)[28]
- Giovanni Fagnani di Crema OFM (1459–1461)[29]
- Francesco Sansoni di Siena OFM (1461–1466)[30]
- Bartolomeo di Pietro Compagnini OFM (1466–1468)[31]
- Giovanni Pietro da Monte Ilcino OFM (1468)[32]
- Francesco Fuligni da Montalciano OFM (1469)[33]
- Lorenzo da Montepulciano OFM (ok. 1470)[34]
- Lorenzo di Ganghereto OFM, inkwizytor Pizy i Sieny (1471–1473)[35]
- Giovanni Pietro da Monte Ilcino OFM [ponownie] (1475–?)[32]
- Luca Cappelli di Siena OFM (1489)[36]
- Giovanni di Salvadore Angeli di Lucignano OFM(ok. 1490–1496?)[37]
- Francesco Fuligni da Montalciano OFM [ponownie] (1496–?)[33]
- Gioan Giacomo Dini di Lucignano OFM (?–1519)[38]
- Mattia Roti di Siena OFMConv (1528–1537?)[39]
- Agostino Paci di Siena OFMConv (1537–?)[40]
- Giovanni Lemmi da Piano OFMConv (1542?-1546)
- Cosimo Grifoli di Lucignano OFMConv (1546?–1559?)[41]
- Alessandro del Taia OFMConv (1560–1561)[42]
- Cornelio da Siena OFMConv (1561–1562)[43]
- Cristoforo da Verruchio OFMConv (1562–1566?)[44]
- Geremia Bucchio da Udine OFMConv (1566–1569)[45]
- Pietro Fusi da Saronno OFMConv (1569-1570)
- Felice Pranzini da Pistoia OFMConv (1570-1572)
- Francesco Pratelli da Montefiore Marchiano OFMConv (1572–1575)
- Leone da Radicofani OFMConv (1575–1577)
- Dionigi Sanmattei da Costacciaro OFMConv (1577–1578)
- Prospero Urbani da Urbino OFMConv (1578–1583)
- Annibale Santucci da Urbino OFMConv (1583–1584)
- Antonio da Proceno OFMConv (1584–1588)
- Giuliano Causi da Mogliano OFMConv (1588–1590)
- Nicola Angiolini da Penna OFMConv (1590–1595)
- Zaccaria Orceoli da Ravenna OFMConv (1595–1602)
- Felice Pranzini da Pistoia OFMConv (1602–1606)
- Bonaventura Passero da Nola OFMConv (1606–1608)
- Arcangelo Mondani da Piacenza OFMConv (1608–1611)
- Lelio Marzari OFMConv (1611)
- Francesco Luziani da Piombino OFMConv (1612–1620)
- Vincenzo Ubaldi da Perugia OFMConv (1620)
- Ludovico Corbusio da Montone OFMConv (1620–1623)
- Clemente Egidi da Monte Falco OFMConv (1623–1626)
- Vincenzo Baldeschi da Perugia OFMConv (1626–1635)
- Giovanni Mauro da La Fratta OFMConv (1635–1636)
- Bartolomeo Tartaglia d'Assisi OFMConv (1636–1638)
- Guglielmo Rocca da Perugia OFMConv (1638–1644)
- Bernardino Manzoni da Cesena OFMConv (1644–1645)
- Francesco Sertorio da Castelfidardo OFMConv (1645–1653)
- Carlo Pellagalli da Velletri OFMConv (1653–1656)
- Giovanni Pelleri da Radicofani OFMConv (1656–1664)
- Giuseppe Amati OFMConv (1664–1677)
- Modesto Paoletti da Vignanello OFMConv (1677–1688)
  - Cesare Pallavicini da Milano, wiceinkwizytor Florencji, jako komisarz Inkwizycji przeciwko kwietystom (1687–1688)
- Serafino Gotarelli da Castelbolognese OFMConv (1688–1701)
- Giacomo Serra da San Giovanni in Persiceto OFMConv (1701–1706)
- Domenico Antonio Ranieri da Acquapendente OFMConv (1706–1707)
  - Giovanni Antonio Angeli da Bologna OFMConv (1707), nie objął urzędu
- Giuseppe Maria Baldrati da Ravenna OFMConv (1707–1711)
- Giovanni Battista Magni da Verrucchio OFMConv (1711-1714)
- Giovanni Crisostomo Mascalchi OFMConv (1714)
- Vincenzo Conti da Bergamo OFMConv (1714–1716)
- Paolo Antonio Ambrogi OFMConv (1716–1731)
- Giuseppe Maria Pesenti OFMConv (1731–1766)
- Paolo Parenti OFMConv (1767-1782?)[46]